# Худово
Худово је насељено место у општини Раковец, до нове територијалне организације у саставу бивше општине Врбовец, у Загребачкој жупанији, Хрватска.

## Историја
Почетком 20. века место Худово је представљало православну парохијску филијалу парохије - села Салник.

## Становништво

### Број становника по пописима
| Националност   | 2001. | 1991. | 1981. | 1971. | 1961. | 1953. | 1948. | 1931. | 1921. | 1910. | 1900. | 1890. | 1880. | 1869. | 1857. |
| бр. становника | 90    | 80    | 96    | 108   | 104   | 102   | 127   | 136   | 126   | 138   | 113   | 147   | 78    | 87    | 78    |

### Национални састав
| Националност       | 1991.       | 1981.       | 1971.       | 1961.       |
| Хрвати             | 76 (95,00%) | 84 (87,50%) | 96 (88,88%) | 85 (81,73%) |
| Срби               | 2 (2,50%)   | 5 (5,20%)   | 12 (11,11%) | 16 (15,38%) |
| Југословени        | 2 (2,50%)   | 2 (2,08%)   | 0           | 0           |
| остали и непознато | 0           | 5 (5,20%)   | 0           | 3 (2,88%)   |
| Укупно             | 80          | 96          | 108         | 104         |